# Rising Star (Fernsehshow)
Rising Star war eine deutsche Gesangs-Castingshow, die im August und September 2014 von dem Fernsehsender RTL ausgestrahlt wurde. Sie basierte auf dem israelischen Original HaKokhav HaBa (übersetzt: „Der nächste Star“) von keshet Broadcasting Ltd. Die Zuschauer konnten während der Liveauftritte der einzelnen Teilnehmer via App abstimmen. 2014 wurden außer in Deutschland in acht weiteren Ländern Ableger produziert. Die deutsche Version wurde von RTL aufgrund niedriger Einschaltquoten früher als geplant beendet. Sieger wurde die Band „Unknown Passenger“ mit der Sängerin Leony.

## Konzept und Ablauf
Rising Star ist eine Gesangs-Castingshow, bei der die Zuschauer per App abstimmen können.
In der vierköpfigen Jury, die die Auftritte beurteilt, hat jeder Juror ein Stimmgewicht von 5 %, die Zuschauerstimmen haben ein Gewicht von 80 %. In allen Runden beginnt jeder Kandidat seinen Auftritt hinter einer großen LED-Wand, der sogenannten „Wall“. Auf der Wand erscheinen die Bilder der Zuschauer, die sich zuvor in der App registriert haben und den Kandidaten mit einer positiven Stimme bewertet haben. Sobald die Abstimmung 75 % positive Stimmen erreicht hat, hebt sich die Wand und der Kandidat ist in der nächsten Runde.
Als zweite Runde waren die sogenannten „Hot Seat Shows“ vorgesehen. In der einzigen durchgeführten Show dieser Runde kamen unter neun Kandidaten vier Kandidaten weiter. Wie schon in den Auditions wurden 75 % positive Stimmen benötigt, um die „Wall“ zu heben und dadurch in die engere Auswahl zu kommen. Die vier Kandidaten mit dem höchsten Stimmenanteil qualifizierten sich für das Finale.
Aufgrund der Verkürzung der Staffel fand in der ersten Staffel nur eine von drei geplanten „Hot Seat Shows“ statt.
Im Finale standen die vier Kandidaten, die sich über die „Hot Seat Show“ qualifiziert haben, sowie die restlichen 17 Kandidaten, die sich über die Auditions eigentlich für die „Hot Seat Shows“ qualifiziert haben.
Im Finale muss von jedem Kandidaten ein Stimmenanteil von 75 % und das Ergebnis des bis dahin besten Kandidaten überboten werden, damit sich die Wand hebt. Sieger von Rising Star und Gewinner des Musikstipendiums ist der Kandidat mit dem höchsten positiven Stimmenanteil.

## Staffel 1 (2014)
Die erste Staffel wurde von Rainer Maria Jilg moderiert und lief zwischen dem 28. August und 18. September 2014 im Hauptprogramm von RTL. Die Fachjury bestand aus der Popsängerin Anastacia, dem Reggaemusiker Gentleman, der Soul- und R&B-Sängerin Joy Denalane sowie dem Sänger Sasha.
Aufgrund der Quotenentwicklung gab RTL am 14. September 2014 bekannt, das Format vorzeitig zu beenden. Man wolle den Talenten im Wettbewerb, aber auch dem klaren Votum der Zuschauer und dem Konzept selbst in der verbleibenden Zeit gerecht werden, sagte RTL-Sprecher Christian Körner. Am 15. September wurde bekanntgegeben, dass es ein vierstündiges Finale am 18. September 2014 geben werde. Die freigewordenen Sendeplätze würden mit Spielfilmen gefüllt. Sieger der Staffel wurde die Band Unknown Passenger mit 92,77 % der Stimmen. Nur drei Monate nach dem Sieg gab die Gruppe ihre Auflösung bekannt.

### Teilnehmer am Finale
| #  | Sänger                     | Song                    | Zuschauer | Fachjury | Fachjury  | Fachjury  | Fachjury     |
| #  | Sänger                     | Song                    | %         | Sasha    | Anastacia | Gentleman | Joy Denalane |
| -- | -------------------------- | ----------------------- | --------- | -------- | --------- | --------- | ------------ |
| 1  | Julien Mueller             | When the Beat Drops Out | 78,56     | ✔        | ✔         | ✗         | ✔            |
| 2  | Gina Christin Scharrelmann | Jar of Hearts           | 76,12     | ✔        | ✔         | ✔         | ✗            |
| 3  | Felicia Lu Kürbiß          | Little Numbers          | 59,96     | ✔        | ✗         | ✗         | ✔            |
| 4  | San2 & Sebastian           | Valerie                 | 73,11     | ✔        | ✔         | ✔         | ✔            |
| 5  | Andre Roszewitz            | Am seidenen Faden       | 82,77     | ✔        | ✔         | ✔         | ✔            |
| 6  | Valentina Franco           | Chandelier              | 72,40     | ✔        | ✔         | ✔         | ✔            |
| 7  | 2TheUniverse               | Sex on Fire             | 77,06     | ✔        | ✔         | ✔         | ✔            |
| 8  | Vanessa Türk               | Ghost                   | 56,97     | ✔        | ✗         | ✗         | ✔            |
| 9  | Christina Robben           | Time After Time         | 54,75     | ✔        | ✗         | ✔         | ✗            |
| 10 | Ana Paola Melotti          | I’ll Stand by You       | 74,01     | ✔        | ✗         | ✔         | ✔            |
| 11 | Unknown Passenger          | Stay                    | 92,77     | ✔        | ✔         | ✔         | ✔            |
| 12 | Goodbye Hometown           | Lego House              | 72,57     | ✔        | ✗         | ✔         | ✔            |
| 13 | Melanie Schlüter           | Skyscraper              | 36,83     | ✔        | ✗         | ✗         | ✗            |
| 14 | Troy Afflick               | Love Never Felt So Good | 75,37     | ✔        | ✔         | ✔         | ✔            |
| 15 | Mary-Anne & Manuel         | Skinny Love             | 62,90     | ✔        | ✗         | ✔         | ✔            |
| 16 | Malcolm Henry              | Grow Old With Me        | 55,60     | ✔        | ✗         | ✗         | ✔            |
| 17 | FlowRag                    | All of Me               | 73,20     | ✔        | ✗         | ✔         | ✗            |
| 18 | Emiliano                   | Is This Love            | 78,23     | ✔        | ✔         | ✔         | ✔            |
| 19 | Rich Hosey                 | Fireflies               | 33,42     | ✗        | ✗         | ✗         | ✗            |
| 20 | Janine Denise Schulz       | One of Us               | 53,82     | ✔        | ✗         | ✗         | ✗            |
| 21 | The Latonius               | Purple Rain             | 81,25     | ✔        | ✔         | ✔         | ✔            |

## Rezeption

### Kritiken
Die Kritiken fielen überwiegend negativ aus. Den einzigen Pluspunkt erhielt die Show durch die Bühnenkulisse und die LED-Wand. Kritisiert wurden vor allem die viel zu langen Vorstellungsfilme.
David Denk von der Süddeutschen Zeitung meinte, dass „angesichts all der Vorschusslorbeeren für Rising Star, des Hypes um dieses angeblich bahnbrechende Format, die Premiere jedoch reichlich ernüchternd war.“ Außerdem fand er, dass die Kandidaten weder „besser als bei Konkurrenzformaten wie The Voice of Germany oder früher X Factor seien – eher im Gegenteil –, noch erschloss sich auf Anhieb der (emotionale) Mehrwert des App-Votings – außer für die Leute, die ihr Facebook-Bildchen schon immer mal im Fernsehen sehen wollten.“
Auch Julian Miller vom Medienmagazin Quotenmeter.de urteilte, dass Rising Star „so pompös und doch so öde“ sei. Er kritisiert vor allem, dass „von neun Acts (…) vielleicht einer oder zwei vom Hocker“ rissen. Insgesamt urteilt er, dass „von der versprochenen Casting-Innovation bei Rising Star nicht viel übrig“ bleibt.
Stefan Düsterheit vom Express fand auch Positives in der Fernsehshow. So urteilt er, dass die Show „wieder Lust macht auf die mittlerweile ausgelutschte Talentsuche im Fernsehen“ und somit „gut produziertes Mitmach-Fernsehen mit Kandidaten mit Potenzial, tollen Bildern und Spannung“ ist. Düsterheit kritisiert jedoch, dass die Show etwas „kompakter und weniger langatmig sein“ könnte.
In der zweiten Ausgabe kritisierten gleich mehrere Kandidaten, dass ihr vorgetragener Song nicht von ihnen ausgewählt, sondern von RTL bestimmt wurde. Daraufhin schaltete sich auch Jurorin Anastacia ein und fragte direkter nach. Moderator Jilg versuchte die Situation zu entzerren, woraufhin er verlauten ließ, dass den Kandidaten musikalische Coaches zur Seite stehen. Das letzte Kandidatenpaar des Abends sagte, dass sie selbst überrascht über die Songauswahl gewesen wären. Die Situation führte während und nach der Sendung zu Diskussionen in sozialen Netzwerken. RTL gab auf Facebook bekannt: „Die Talente machen selbst Vorschläge oder sie bekommen Songvorschläge. Entscheiden tun am Ende nur sie selbst.“
Peer Schader von DWDL.de urteilte am 13. September, dass die Show in vielerlei Hinsicht genau so sei, wie Live-Fernsehen sein müsste, die Zuschauer jedoch zu ungeduldig waren.

### Einschaltquoten
| Folge | Datum                  | Zuschauer | Zuschauer       | Marktanteil | Marktanteil     | Quelle |
| Folge | Datum                  | Gesamt    | 14 bis 49 Jahre | Gesamt      | 14 bis 49 Jahre | Quelle |
| ----- | ---------------------- | --------- | --------------- | ----------- | --------------- | ------ |
| 1     | Do, 28. August 2014    | 2,25 Mio. | 1,39 Mio.       | 8,4 %       | 14,2 %          | [ 11 ] |
| 2     | Sa, 30. August 2014    | 1,75 Mio. | 1,09 Mio.       | 7,0 %       | 12,6 %          | [ 12 ] |
| 3     | Do, 4. September 2014  | 1,53 Mio. | 0,98 Mio.       | 5,8 %       | 10,5 %          | [ 13 ] |
| 4     | Sa, 6. September 2014  | 1,57 Mio. | 0,98 Mio.       | 6,4 %       | 11,6 %          | [ 14 ] |
| 5     | Do, 11. September 2014 | 1,68 Mio. | 1,08 Mio.       | 6,0 %       | 10,0 %          | [ 15 ] |
| 6     | Sa, 13. September 2014 | 1,11 Mio. | 0,58 Mio.       | 4,1 %       | 5,9 %           | [ 16 ] |
| 7     | Do, 18. September 2014 | 1,38 Mio. | 0,83 Mio.       | 6,2 %       | 9,7 %           | [ 17 ] |